# Ocupación de Weinstein Hall
La ocupación de Weinstein Hall fue una ocupación del edificio organizada por activistas de la liberación gay para protestar por la cancelación de los bailes gay en la residencia del Weinstein Hall de la Universidad de Nueva York. La ocupación, que tuvo lugar tras los disturbios de Stonewall, consistió en la toma del sub-sótano de Weinstein Hall. La ocupación finalizó cuando miembros de una unidad táctica policial se enfrentaron a los ocupantes, amenazando con dispararles si no desalojaban el recinto. Tras la ocupación se realizó una marcha por Greenwich Village tras la cual se dispersaron.

## Contexto
Entre 1890 y 1940 surgió una cultura gay distintiva en Nueva York. Los hombres gays organizaron concursos de belleza masculinos en Coney Island y bailes de invertidos en Harlem. También fundaron bares gays en Greenwich Village, que con frecuencia eran blanco de redadas policiales. Entre estos se encontraba el Stonewall Inn, fundado en Christopher Street en los años 30 y conocido como bar gay desde 1967. En esa época, Greenwich Village era hogar de una comunidad diversa de artistas, bohemios, inmigrantes y personas LGBT.
El 28 de junio de 1969, la policía allanó Stonewall e intentó arrestar a varios clientes, incluyendo travestis y trabajadores sexuales. En respuesta, varios clientes del bar comenzaron a lanzar a la policía diversos objetos, incluyendo ladrillos, lo que marcó el inicio de los disturbios de Stonewall. Los disturbios duraron seis días y terminaron con al menos 20 personas detenidas. Poco después, activistas por los derechos de las personas homosexuales fundaron organizaciones como el Gay Liberation Front (GLF) y la Gay Activists Alliance (GAA).

## Ocupación
En septiembre de 1970, la administración de la Universidad de Nueva York canceló varios bailes organizados por un grupo de estudiantes gay en el Weinstein Hall tras enterarse de que serían eventos «homosexuales». Según Rivera, varias familias adineradas se sintieron ofendidas ante la idea de los bailes queer y temían que sus «hijos impresionables» fueran «lastimados». En respuesta, a partir del 20 de septiembre de 1970, miembros de varias organizaciones activistas ocuparon el sub-sótano del edificio. Entre ellas se encontraban el GLF, el Comité del día de la Liberación de la Calle Christopher, Gay Student Liberation, Gay Youth (GY), Red Butterfly, Mujeres por la Liberación de NYU, el Frente de Liberación de NYU y Transcendental Students. Durante la ocupación, las personas participantes debatieron, corearon consignas, bailaron, cantaron canciones populares y jugaron a juegos como charadas y la botella. El número de participantes varió desde unas 10 personas por la mañana hasta cientos durante el día.
Según la ocupante Karla Jay, la mayoría de los residentes estaban inicialmente «horrorizados» porque «llevaban menos de una semana en Nueva York y estaban siendo invadidos por gays y lesbianas radicales». Sin embargo, después de que los ocupantes hicieran campaña en las residencias, los residentes acudieron a apoyarlos, llevándoles comida de la cafetería universitaria. Los residentes de la residencia votaron a favor de los manifestantes por un margen de 2 a 1, y todos acordaron por unanimidad evitar la intervención policial En algún momento de la ocupación, el activista Arthur Bell sugirió que las ocupantes buscaran la ayuda de la relativamente conservadora GAA, propuesta que fue «fuertemente abucheada». Sin embargo, varias miembros de la GAA finalmente se unieron a la ocupación.
El 25 de septiembre, una unidad táctica policial con equipo antidisturbios confrontó a los ocupantes, amenazando con disparar si no abandonaban el edificio. Aunque se intentó iniciar una consigna, los manifestantes fueron finalmente desalojados y expulsados a las escalinatas. Algunas personas, quisieron iniciar un motín, pero finalmente encabezaron una marcha por la calle 8 hasta Sheridan Square, pasando por el sitio de los disturbios de Stonewall, y de regreso a Weinstein Hall antes de disolverse.

## Consecuencias y legado
Poco después del desalojo, Rivera publicó un panfleto bajo el alias Street Transvestites for Gay Power. En este se relataba la ocupación de Weinstein Hall y se advertía que «la próxima manifestación va a ser más difícil». Algunos consideran que este panfleto marca la fundación de la organización Street Transvestites for Gay Power, aunque otras personas, como Bebe Scarpi, argumentan que Rivera simplemente se definía como una activista transvesti por la liberación gay.
Street Transvestites for Gay Power organizó protestas en el centro estudiantil Loeb de NYU y en el Hospital Bellevue, exigiendo la creación de un centro comunitario gay, admisión abierta para personas LGBT y el derecho a vivir abiertamente sin represalias. En Bellevue, exigieron el fin del abuso psiquiátrico con fines políticos y la esterilización forzada, así como atención médica y dental gratuita bajo control comunitario. NYU respondió permitiendo nuevamente los bailes en Weinstein Hall. Ese mismo año, Johnson y Rivera fundaron Street Transvestite Action Revolutionaries (STAR), que según el académico Samuel Galen Ng, surgió de Street Transvestites for Gay Power. Con el apoyo del GLF y Gay Youth, STAR fundó STAR House, un refugio gratuito para jóvenes transgénero en el East Village, Manhattan.
Durante las conmemoraciones de Stonewall 50 en 2019, NYU reconoció en su sitio web y en un comunicado de prensa la cancelación de los bailes queer, así como el papel de la policía en el fin de la ocupación. También se organizó un evento conmemorativo en el campus, con la participación de activistas que estuvieron presentes en la ocupación. Más adelante, se colocó una placa conmemorativa en Weinstein Hall.